# Kiowa, Kansas
Kiowa là một thành phố thuộc quận Barber, tiểu bang Kansas, Hoa Kỳ. Năm 2010, dân số của xã này là 1026 người.

## Dân số
Dân số các năm:
- Năm 2000: 1055 người
- Năm 2010: 1026 người